# Sclerocarya
Sclerocarya  es un género de plantas con siete especies,  perteneciente a la familia Anacardiaceae.

## Taxonomía
El género fue descrito por Christian Ferdinand Friedrich Hochstetter y publicado en Flora 27 Bes. Beil. 1. 1844.  La especie tipo es: Sclerocarya birrea
Etimología
Sclerocarya: nombre genérico que deriva de las palabras griegas: scleros, “duro” y karyon, “nuez”. 

## Especies
- Sclerocarya birrea
- Sclerocarya castanea
- Sclerocarya gillettii